# Кепеш Дюла
Юлій Кепеш (7 грудня 1847, Вари, сьогодні Україна — 5 жовтня 1924, Будапешт) — лікар, єдиний учасник австро-угорської арктичної експедиції з території Угорщини.

## Життєпис
Його батько був поміщиком, молодий Юлій Кепеш навчався в Ужгороді та Будапешті, а потім вступив до Віденського медичного університету. 3 серпня 1870 року він був отримав звання доктора медицини. Він почав працювати в лікарні «Рудольфа» у Відні разом з професорами Драше та Вейне.
Коли в 1872 році у Відні почали організовувати австро-угорську арктичну експедицію, один із професорів шпиталю «Рудольфа» — Драше — рекомендував Юлія Кепеша. Екіпаж експедиції складався з 24 учасників, серед них він був єдиним представником Угорщини. Він брав невід'ємну участь в організації експедиції, оглядав фізичний та медичний стан мандрівників, складав харчування для експедиції відповідно до тогочасних медичних знань. Завдяки його пораді з собою взяли велику кількість вина, а саме токайського асу та лимонного соку, щоб уникнути цинги (два напої змішували та вживали замороженими). Вони вирушили з міста Бремен на північ пароплавом Tegetthoff в 1872 році, а коли вони пришвартувались у місті Тромсе, Норвегія, за порадою Кепеша запаси були доповнені додатковою вітамінною їжею — більшою кількістю консервованих плодів скандинавської ожини.
Під час подорожі багато в чому завдяки йому, незважаючи на великі труднощі, загинув лише один член екіпажу. Крім виконання своїх обов'язків, Кепеш регулярно збирав рослини і тварин, але коли їм довелося покинути корабель, колекція залишилася там і була знищена.
Повернувшись до Тромсе, він першим повідомив угорську пресу про успіх експедиції. Після повернення був підвищений до головного лікаря і отримав орден Залізної корони III.
У 1875 році він був удостоєний звання почесного громадянина кількох міст, у тому числі Мукачева, а також був обраний почесним членом кількох наукових асоціацій. У 1882 році був призначений начальником штабу 2-го розряду, а в 1895-му — першого розряду. Служив у різних гарнізонах і в 1904 році був призначений начальником відділу охорони здоров'я Міністерства оборони.
Помер 26 жовтня 1924 року в Будапешті.